# نادي راشد للفروسية وسباق الخيل (البحرين)
نادي راشد للفروسية وسباق الخيل هو أحد أندية الفروسية في مملكة البحرين وتم تأسيس النادي في 5 يناير 1977 بموجب المرسوم الأميري رقم 1 لسنة 1977، كان مسمى النادي منذ إنشائه حتى 10 مارس 2011 هو نادي الفروسية وسباق الخيل وفي 10 مارس 2011 تغير المسمى إلى نادي راشد للفروسية وسباق الخيل ، يتكون النادي من هيئة عليا تشكل من رئيس ونائب للرئيس وعدد من الأعضاء وتتولى الهيئة العليا إدارة النادي والأشراف على شؤونه ويكون تعين رئيس الهيئة العليا ونائبه بمرسوم ويكون تعين أعضاء الهيئة العليا بقرار من الرئيس , رئيس الهيئة العليا للنادي حالياً هو الشيخ عيسى بن سلمان بن حمد آل خليفة منذ 25 يناير 2021

## رئاسة الهيئة العليا للنادي

### رؤساء الهيئة العليا للنادي
|   | الاسم                               | بداية الفترة  | نهاية الفترة   |
| - | ----------------------------------- | ------------- | -------------- |
| 1 | الملك حمد بن عيسى آل خليفة          | 5 يناير 1977  | 19 أبريل 1981  |
| 2 | الشيخ راشد بن عيسى آل خليفة         | 19 أبريل 1981 | 17 ديسمبر 2010 |
| 3 | الشيخ عبدالله بن عيسى آل خليفة      | 10 مارس 2011  | 25 يناير 2021  |
| 4 | الشيخ عيسى بن سلمان بن حمد آل خليفة | 25 يناير 2021 | حتى الأن       |

### نواب رئيس الهيئة العليا للنادي
| شاغل المنصب                                        | بداية الفترة  | نهاية الفترة  |
| -------------------------------------------------- | ------------- | ------------- |
| الشيخ محمد بن خليفة آل خليفة (النائب الأول للرئيس) | 5 يناير 1977  | 19 أبريل 1981 |
| الشيخ راشد بن عيسى آل خليفة (النائب الثاني للرئيس) | 5 يناير 1977  | 19 أبريل 1981 |
| الشيخ عيسى بن محمد بن عيسى آل خليفة                | 19 أبريل 1981 | 27 يونيو 1999 |
| الشيخ عبدالله بن عيسى آل خليفة                     | 27 يونيو 1999 | 10 مارس 2011  |
| الشيخ فيصل بن راشد آل خليفة                        | 10 مارس 2011  | 20 أبريل 2014 |
| الشيخ عيسى بن سلمان بن حمد آل خليفة                | 20 أبريل 2014 | 25 يناير 2021 |
| الشيخ فيصل بن راشد آل خليفة                        | 28 يناير 2021 | حتى الأن      |

## التشكيل الحالي للهيئة العليا للنادي

### التشكيل الحالي للهيئة العليا للنادي منذ 28 يناير 2021
| الأسم                                                                             | المنصب      |
| --------------------------------------------------------------------------------- | ----------- |
| الشيخ عيسى بن سلمان بن حمد آل خليفة                                               | الرئيس      |
| الشيخ فيصل بن راشد آل خليفة                                                       | نائب الرئيس |
| الشيخ سلطان الدين بن محمد بن سلمان آل خليفة                                       | أعضاء       |
| الشيخ نايف بن خالد بن أحمد آل خليفة                                               | أعضاء       |
| الدكتور رمزان عبدالله النعيمي                                                     | أعضاء       |
| وكيل الوزارة للشؤون المالية بوزارة المالية والأقتصاد الوطني                       | أعضاء       |
| وكيل الوزارة لشؤون الأشغال العامة بوزارة الأشغال وشؤون البلديات والتخطيط العمراني | أعضاء       |
| السيد علي حبيب قاسم                                                               | أعضاء       |
| السيد طاهر توفيق العلوي                                                           | أعضاء       |